# Plebicula valdieriensis
Plebicula valdieriensis är en fjärilsart som beskrevs av Embrik Strand 1928. Plebicula valdieriensis ingår i släktet Plebicula och familjen juvelvingar. Inga underarter finns listade i Catalogue of Life.